# Пинту, Келсон
Ке́лсон Ка́рлус Са́нтус Пи́нту (порт.-браз. Kelson Carlos Santos Pinto; род. 26 ноября 1976, Аракажу) — бразильский боксёр, представитель полусредней и первой полусредней весовых категорий. Выступал за сборную Бразилии по боксу в конце 1990-х годов, серебряный призёр Панамериканских игр в Виннипеге, участник летних Олимпийских игр в Сиднее. В период 2000—2006 годов боксировал также на профессиональном уровне, был претендентом на титул чемпиона мира по версии WBO.

## Биография
Келсон Пинту родился 26 ноября 1976 года в городе Аракажу штата Сержипи, Бразилия.

### Любительская карьера
Впервые заявил о себе в 1997 году, став чемпионом Бразилии в первом полусреднем весе и выиграв международный турнир в Буэнос-Айресе. Год спустя вновь победил в зачёте бразильского национального первенства.
Первого серьёзного успеха на взрослом международном уровне добился в сезоне 1999 года, когда вошёл в основной состав бразильской национальной сборной и побывал на Панамериканских играх в Виннипеге, откуда привёз награду серебряного достоинства — в решающем финальном поединке со счётом 1:8 проиграл аргентинцу Виктору Уго Кастро. Помимо этого, завоевал серебряную медаль на Кубке Мономаха во Владимире, выиграл международный турнир в Коста-Рике.
В 2000 году взял верх над всеми соперниками по турнирной сетке на американской олимпийской квалификации в Тихуане и благодаря этой победе удостоился права защищать честь страны на летних Олимпийских играх в Сиднее. На Играх благополучно прошёл первого оппонента в категории до 63,5 кг, но во втором поединке на стадии 1/16 финала был остановлен представителем Узбекистана Мухаммадкадыром Абдуллаевым, который в итоге и стал победителем этого олимпийского турнира.

### Профессиональная карьера
Вскоре по окончании сиднейской Олимпиады в 2000 году Пинту покинул расположение бразильской сборной и успешно дебютировал на профессиональном уровне. Почти четыре года оставался непобеждённым, одержав в общей сложности 21 победу. Завоевал титулы чемпиона Бразилии среди профессионалов в первом полусреднем и полусреднем весах, титул чемпиона Латинской Америки по версии Всемирной боксёрской организации (WBO) в первом полусреднем весе, титул чемпиона Североамериканской боксёрской организации WBO в первом полусреднем весе.
Поднявшись в рейтингах, в 2004 году получил право оспорить вакантный титул чемпиона мира по версии WBO в первой полусредней весовой категории, при этом другим претендентом стал пуэрториканец Мигель Котто, которого Пинту ранее уже побеждал в любителях. Бой оказался для бразильского боксёра неудачным, во втором и пятом раундах он дважды падал в нокдаун, а в шестом раунде после очередной серии пропущенных ударов и третьего нокдауна рефери решил остановить поединок, засчитав технический нокаут.
Впоследствии ещё четыре раза дрался на профессиональном уровне. В октябре 2005 года боксировал с американским ветераном Винсом Филлипсом за титул чемпиона Континентальной Америки по версии Всемирного боксёрского совета (WBC), но проиграл техническим решением после пятого раунда. Последний раз выступал как профессионал в августе 2008 года на домашнем турнире в Бразилии, выиграв у малоизвестного местного боксёра.

### Тренерская работа
После завершения спортивной карьеры занялся тренерской деятельностью. Как тренер по боксу сотрудничал со многими бразильскими бойцами ММА, в том числе принимал участие в подготовке Тиагу Тавариса.